# NGC 3462
NGC 3462 est une vaste galaxie lenticulaire située dans la constellation du Lion. NGC 3462 a été découverte par l'astronome germano-britannique William Herschel en 1784.

## Caractéristiques
Sa vitesse par rapport au fond diffus cosmologique est de 6 800 ± 49 km/s, ce qui correspond à une distance de Hubble de 100,3 ± 7,1 Mpc (∼327 millions d'al).
On remarque sur l'image du relevé SDSS une pâle extension vers le nord-est. On pourrait peut-être qualifier cette galaxie de particulière.

## Supernova
La supernova 2012cy a été découverte dans NGC 3462 le 14 mai 2012 par Howerton, Drake et al de l'observatoire du mont Lemmon. Cette supernova était de type Ia.

## Groupe de NGC 3462
Selon un article publié par Abraham Mahtessian en 1998, NGC 3462 fait partie d'un groupe de 4 galaxies qui porte son nom. Les autres galaxies du groupe de NGC 3462 sont NGC 3425, NGC 3427 et NGC 3441.